# Iuntyu
Gli Iuntyu o Intiu che significa "Popolo del pilastro", erano una popolazione nomade del Mar Mediterraneo orientale, forse autoctona dell'Egitto, che visse fra  7000 a.C. e il 2000 a.C., che in epoca protostorica fu costretta ad emigrare dividendosi in tre tronconi insediati nella Penisola del Sinai, nelle oasi del deserto libico e nella Nubia oltre la prima cateratta.
La Pietra di Palermo riporta la notizia di una guerra vittoriosa, nel corso del 2º anno di regno del faraone Anedjib,  sesto faraone (c.a. 2995 a.C. - 2985 a.C.) della I dinastia egizia, contro gli scomodi invasori Iuntyu.